# Томановский, Владимир Николаевич
Владимир Николаевич Томановский (1860 — 31 января 1923, Сербия) — государственный деятель Российской империи, председатель Воронежской губернской земской управы, член Государственного Совета; действительный статский советник.

## Биография
Родился в 1860 году в дворянской семье. Владелец около 200 десятин земли.
Окончил 1-ю Московскую гимназию (1879) и юридический факультет Императорского Московского университета.
19 апреля 1887 года вступил в службу. Служил мировым судьёй; в 1888 году подарил училищу в Хлевном 145 книг из своей личной библиотеки. В 1889 году стал почётным мировым судьёй Задонского уезда, гласным губернского земского собрания от Задонского уезда.
Председатель Задонской уездной земской управы (1889—1908), Воронежской губернской земской управы (февраль 1908 — январь 1918); член училищного совета Кирсановского уезда.
С 6 декабря 1909 года — действительный статский советник; был награждён орденами: Св. Станислава 2-й ст. (1904), Св. Анны 2-й ст. (1906), Св. Владимира 3-й ст. (1914).
С декабря 1915 года — член Государственного Совета от Воронежской губернии.
Комиссар Временного правительства в Воронежской губернии (март — июль 1917), заведующий административным подотделом губернского финансового отдела (1918—1919).
Покинул Воронеж в октябре 1919 года с белыми войсками. Был эвакуирован 25 марта 1920 года из Новороссийска на корабле «Бюргермейстер Шредер».
Жил и умер 31 января 1923 года в Сербии. Его жена, Лидия Борисовна, умерла 8 декабря 1926 года в Панчево.